# Windjammers
Windjammers ist ein Sportsimulationsspiel, das von Data East entwickelt und 1994 von SNK für das Neo Geo veröffentlicht wurde. Portierungen des Spiels erschienen für das Neo Geo CD und für die Virtual Console der Wii. Eine neue Version des Spiels wurde über 20 Jahre später von Dotemu entwickelt und von ihnen für die PlayStation 4, PlayStation Vita und die Nintendo Switch veröffentlicht.
Das Spielprinzip ähnelt dem von Pong oder Air-Hockey. Ziel des Spiels ist es, eine Frisbeescheibe in das Tor des Gegners zu werfen. Das Spiel kann gegen einen zweiten Spieler oder gegen den Computer gespielt werden.
Ein Nachfolger Windjammers 2 wurde von Dotemu entwickelt und ist am 20. Januar 2022 erschienen.

## Spielprinzip
Windjammers ist eine Sportsimulation, in welcher der Spieler Frisbees in das Tor des Gegners werfen muss. Das Spielfeld ist in zwei Hälften aufgeteilt. Jeder Spieler kann sich auf seiner eigenen Hälfte frei bewegen. An den beiden Enden des Spielfeldes gibt es je ein Tor. Ziel des Spiels ist es, Frisbees in das Tor des Gegners zu werfen. Dabei erhält ein Spieler drei Punkte, falls er die Mitte des Tors trifft, und fünf Punkte, falls er den Randbereich trifft. Landet die Frisbeescheibe auf der Spielhälfte des Gegners, ohne dass dieser die Scheibe vorher gefangen hat, erhält der Spieler zwei Punkte.
Es gibt zwei Arten, den Frisbee zu werfen. Der Spieler kann den Frisbee zurückwerfen. Die Wurfrichtung kann er mit dem Joystick (oder je nach Spielkonsole mit dem Gamepad) bestimmen. Dabei prallt der Frisbee von der Bande des Spielfelds ab und kann so seine Richtung ändern. Die zweite Wurfart ist, einen Lob zu spielen, den Frisbee also in einem hohen Bogen zu werfen. Zusätzlich gibt es Spezialwürfe, die schneller und unberechenbarer als die normalen Würfe sind. Diese bereitet der Spieler vor, indem er den Frisbee in die Luft wirft. Beim erneuten Fangen führt er den Spezialwurf aus.
Windjammers ist sowohl im Einzelspielermodus gegen einen vom Computer gesteuerten Gegner als auch im Mehrspielermodus gegen einen zweiten menschlichen Spieler spielbar. Vor Spielbeginn wählt sich jeder Spieler einen von sechs verschiedenen spielbaren Charakteren aus. Diese unterscheiden sich in ihrer Laufgeschwindigkeit, Wurfkraft und ihren Spezialwürfen. Ein Satz ist gewonnen, wenn ein Spieler mindestens zwölf Punkte erreicht hat. Ein Spiel ist nach dem Best-of-three-Modus gewonnen; es gewinnt also der Spieler, der zwei aus drei Sätzen gewinnt.
Zusätzlich gibt es zwei Minispielmodi. In einem Minispiel soll der Spieler die Frisbeescheibe möglichst weit werfen, in dem anderen Minispiel mit der Frisbeescheibe möglichst viele Kegel umwerfen. Die von Dotemu entwickelten Versionen für die PlayStation 4, PlayStation Vita und die Nintendo Switch besitzen einen weiteren Spielmodus. In diesen Versionen gibt es einen Online-Modus, in denen der Spieler online gegen andere Spieler spielen kann.

## Entwicklung
Windjammers wurde von Data East entwickelt und im Jahr 1994 von SNK erstmals für das Neo Geo veröffentlicht. Somit hielt Data East auch das geistige Eigentum an Windjammers. Nachdem Data East im Jahr 2003 Konkurs anmeldete, verkauften sie das geistige Eigentum der meisten von ihnen entwickelten Spiele an den Handyspielentwickler G-Mode; Windjammers gehörte jedoch nicht zu diesen Spielen. Stattdessen erwarb Paon, ein japanischer Videospielhersteller, die Rechte an Windjammers, da mehrere ehemalige Angestellte von Data East bei Paon angestellt wurden.

### Klärung des geistigen Eigentums
Im Jahr 2015 hatte der Videospielentwickler Iron Galaxy vor, die Windjammers-Reihe wiederzubeleben. Da zu diesem Zeitpunkt noch nicht geklärt war, wer das geistige Eigentum an dem Spiel besaß, und Iron Galaxy dies nach weiterer Recherche nicht herausfinden konnte, gaben sie das Vorhaben wieder auf. Der CEO Dave Lang meinte sogar, dass die Welt nie ein neues Windjammers-Spiel sehen werde.
Anfang 2016 hatte das französische Videospielentwicklungsstudio Dotemu, das bereits Erfahrung mit Neuveröffentlichungen von Neo-Geo-Spielen hatte, dasselbe Vorhaben. Nachdem der CEO Cyrille Imbert vergeblich beim Neo-Geo-Hersteller SNK angefragt hatte, ob sie wüssten, wer die Rechte am Spiel besitze, bat er befreundete Entwickler, sich bei weiteren japanischen Spieleentwicklungsunternehmen zu erkundigen. So stellte sich heraus, dass Paon das geistige Eigentum an Windjammers besaß. Nach mehreren Gesprächen mit Paon in Japan bekam Imbert die Erlaubnis, Windjammers erneut herauszugeben. Später erhielt er auch die Zustimmung von SNK, dem ursprünglichen Herausgeber von Windjammers.

### Entwicklung durch Dotemu
Dotemu konnte zwar nicht mit den Entwicklern des Spiels Kontakt aufnehmen, jedoch gelangten sie an die ROM der ursprünglichen Version. Mit Hilfe ihres eigenen Emulators rekonstruierten sie das Spiel. Als Spieletester half ihnen dabei Windjammers France, eine Gruppe von französischen Windjammers-Spielern und -E-Sportlern, da sie das Spielgefühl der ursprünglichen Version für das Neo Geo nachbilden wollten. Die einzige Erweiterung bei den Versionen für die PlayStation 4, PlayStation Vita und die Nintendo Switch ist ein Online-Modus.

## Weitere Versionen

### Portierungen
Am 22. Juni 2010 erschien in Japan eine Portierung des Spiels durch D4 Enterprise für die Virtual Console der Wii. Später wurde das Spiel jedoch wieder aus dem Virtual-Console-Angebot der Wii entfernt.
Eine vom Videospielentwickler Dotemu neu entwickelte, jedoch auf dem ursprünglichen Programmcode basierende Version des Spiels erschien am 29. August 2017 für die PlayStation 4 und die PlayStation Vita über das PlayStation Network. Diese Version enthält Erweiterungen wie einen Online-Mehrspielermodus. Am 23. Oktober 2018 erschien diese Version schließlich auch für die Nintendo Switch über den Nintendo eShop.
Der Videospielvertreiber Limited Run Games veröffentlichte das Spiel in begrenzter Anzahl im Handel. Die Handelsversionen für die PlayStation 4 und die PlayStation Vita erschienen am 1. Dezember 2017, die Nintendo-Switch-Version wurde am 21. Dezember 2018 veröffentlicht.

### Nachfolger
Während einer Nintendo Direct im August 2018 kündigte der Entwickler der Konsolenversionen von Windjammers Dotemu an, dass sie einen Nachfolger Windjammers 2 entwickeln würden, der im Jahr 2019 für die Nintendo Switch erscheinen solle. Weitere Versionen für Steam und Google Stadia wurden später ebenfalls angekündigt. Im August 2019 wurde die Veröffentlichung des Spiels in das Jahr 2020 verschoben. Auch dieser Termin konnte von den Entwicklern nicht eingehalten werden, sodass weitere Verschiebungen erfolgten. Letztendlich erschien das Spiel am 20. Januar 2022 für die Nintendo Switch, PlayStation 4, Xbox One, Google Stadia und Windows.

## Rezeption
Die von Dotemu entwickelte Version von Windjammers erhielt größtenteils positive Wertungen. So erhielt die PlayStation-4-Version des Spiels auf dem Review-Aggregator Metacritic – basierend auf 30 Rezensionen – einen Metascore von 76 aus 100 möglichen Punkten und die Nintendo-Switch-Version – basierend auf 14 Rezensionen – einen von 81 Punkten.